# Droujba (oblast de Ternopil)
Pour les articles homonymes, voir Droujba.
Droujba (en ukrainien et en russe : Дружба) est une commune urbaine de l'oblast de Ternopil, en Ukraine. Sa population s'élevait à 1 860 habitants en 2013.

## Géographie
Droujba se trouve sur la rive gauche de la rivière Seret, à 22 km au sud de Ternopil.

## Histoire
L'essor de Droujba commença en 1896, grâce à la mise en service de la ligne de chemin de fer Ternopil – Kopychyntsi. Elle a le statut de commune urbaine depuis 1986.

## Population
Recensements (*) ou estimations de la population :
| 1989* | 2001* | 2010  | 2011  | 2012  | 2013  |
| ----- | ----- | ----- | ----- | ----- | ----- |
| 1 724 | 1 647 | 1 786 | 1 813 | 1 836 | 1 860 |

## Transports
Droujba se trouve à 27 km de Ternopil par le chemin de fer comme par la route.